# 13e régiment de chasseurs à cheval (France)
Le 13e régiment de chasseurs à cheval est un régiment constitué sous la Révolution française sous le nom de Légion des Américains également appelée à l'époque Légion de Saint-George du nom de son commandant.

## Création et différentes dénominations
Première filiation:

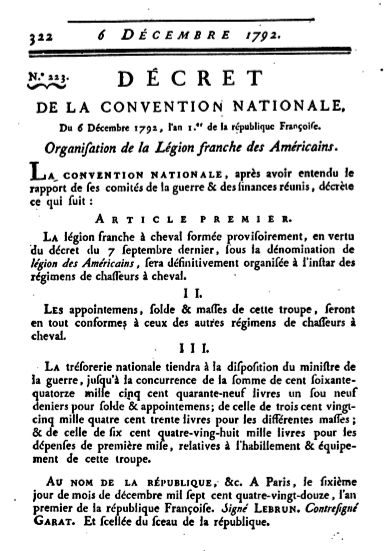
Décret d'Organisation de la légion franche des Américains, 6 décembre 1792, an 1er de la République Française.

- 7 septembre 1792 : création d'une légion franche formée de volontaires des Antilles et des comptoirs africains s'étant présentés devant l'Assemblée législative, nommée Légion des Américains et du Midi. Ses effectifs prévus sont de 800 chasseurs à pied et 200 chasseurs à cheval[2].
- 6 décembre 1792 : les Hussards américains (un de leurs surnoms) sont définitivement une unité de chasseurs à cheval : les 800 chasseurs à pied n'ont pas pu être recrutés.
- 21 février 1793 : renommé 13e régiment de chasseurs à cheval (à ce moment, le futur 14e régiment de chasseurs à cheval porte aussi le numéro 13)
- 7 mars 1793 : Un décret réunit les compagnies des hussards de la Mort, les hussards de l'Égalité aux hussards de la Légion des Alpes pour former le 13e régiment de chasseurs à cheval[3]
- mars 1794 : la 1re compagnie transférée à Brest et qui n'a pas pu partir pour Saint-Domingue est réunie aux escadrons de la Légion du Nord, des dragons de la Montagne et de la cavalerie nationale, sous le nom de 13e bis régiment de chasseurs à cheval
- 1795 : fusion des 13e et 13e bis en un seul régiment.
- décembre 1815 : licencié
- 1816 : création du régiment des chasseurs de la Meuse
- 1825 : renommé 13e régiment de chasseurs à cheval
- 19 février 1831 : renommé 8e régiment de chasseurs à cheval, le 18e devenant le 13e
- 1er janvier 1837 : devient le 7e régiment de lanciers
- 1840 : reconstitué comme 13e régiment de chasseurs à cheval
- 1852 : licencié

Deuxième filiation
- 1796 : Guides de l'armée d'Italie
- 1798 : Guides de l'armée d'Orient
- 1800 : Chasseurs à cheval de la Garde consulaire
- 1804 : Chasseurs à cheval de la Garde impériale
- 1814 : Corps royal des chasseurs de France
- 1815 : Chasseurs à cheval de la Garde impériale
- 1815 : Dissout
- 1856 : Régiment de chasseurs à cheval de la Garde impériale

Filiation commune
- 1871 : 13e régiment de chasseurs à cheval à partir du régiment de chasseurs à cheval de la Garde impériale
- 1927 : Dissout
- 1965 : Régiment de réserve (corps support 4e RCh jusqu'en 1983 puis 1er RS)
- 1998 : Dissout

## Garnisons
- 1822-1824 : Libourne
- 1830-1832 : 1er escadron en Algérie
- 1830-1850 : Compiègne, puis Nevers, puis Moulins
- 1851-1852 : Libourne
- 1871-1907 : Libourne
- 1907-1914 : Béziers
- 1919-1926 : Valence
- 1927 : Vienne

## Colonels / chefs de brigade
- Juillet 1793 : Joseph Boulogne, dit le chevalier de Saint-George est confirmé à la tête du régiment
- Septembre 1793 : le chevalier de Saint-George est destitué ; remplacé par Jean-François Target
- 1794 : Bouquet
- 1802 : chef de brigade Nicolas Pultière
- 1807 : colonel Demangeot
- 1809 : Montesquieu-Fezensac
- 1811 : O'Shee
- 1814 : colonel Rodolphe de Faÿ de La Tour-Maubourg
- 1815 : colonel Bernard Prués
- 1831 : de Barziza
- 1832 : de Golstein
- 1840 : d'Escrivieux
- 1847 : de Pointe de Gervigny
- 1906 : Tillette de Clermont-Tonnerre
- 1914 : Varenard de Billy
- 1917 : Verdelhan de Molles

Chefs de corps du régiment de réserve
- 1969 : Page
- 1974 : Aubin
- 1976 : Ottavy
- 1981 : Préaubert
- 1986 : Peyrot
- 1989 : Bernard
- 1992 : Riboud
- 1995 : Ortis

(*) Officier qui devint par la suite général de brigade.
(**) Officier qui devint par la suite général de division.

## Historique des combats et batailles du13eRégiment de Chasseurs à Cheval

### Guerres de la Révolution et de l'Empire
- Septembre 1792 : formation à Paris
- Novembre 1792 : organisation à Amiens
- Février 1793 : cantonnement à Laon
- Mars 1793 : un escadron de 75 hommes suit l'armée de Dumouriez
- Mai 1793 : le dépôt du régiment est fixé à Béthune. L'unité est à Lille (effectifs : 559 hommes) et est rattachée à l'armée de Belgique
- 22 avril 1793 : 1re compagnie (84 hommes) transférée à Brest pour y être embarquée à destination de Saint-Domingue. Une députation est envoyée à Paris et la Convention nationale prend un décret le 13 juin par lequel ces hommes ne peuvent être employés aux colonies. Ils sont mis à la disposition de Jean-Baptiste Carrier. Ils opèrent en Vendée où ils se font remarquer par leur violence et leurs exactions.

Campagnes :
- 1793-1794 : Armée du Nord
- 1796-1797 : Armée d'Italie
- 1797 : Armée de Sambre-et-Meuse
- 1798-1799 : Armée d'Orient
- 1799-1800 : Armée d'Italie
- 1805-1807 : Grande Armée
  - 1805 :
  - 2 décembre : Bataille d'Austerlitz
- 1807 :
  - 8 février : Bataille d'Eylau

- 1808 : Espagne
- 1809 : Campagne d'Allemagne
- 1810-1813 : Guerre d'indépendance espagnole,
- 1812 : Campagne de Russie
- 1813 : Campagne d'Allemagne
  - 16-19 octobre : Bataille de Leipzig
- 1814 : Guerre d'indépendance espagnole, Campagne de France (1814)
  - 27 février : bataille d'Orthez
- 1815 : Campagne de Belgique (1815)

Colonels tués ou blessés en commandant le régiment pendant cette période
- Officiers blessés ou tués en servant au 13e :
- Officiers tués :
- Officiers morts de leurs blessures :
- Officiers blessés :

### De 1815 à 1848
- 1823 : Expédition d'Espagne
- 1830 : Expédition d'Alger

### De 1871 à 1914
1879 : Le Régiment est stationné à Bar-Le-Duc.

### Première Guerre mondiale
Le 13e régiment de chasseurs à cheval est mobilisé à Vienne. Il sert en Escadrons dissociés tout au long du conflit (ce qui explique que tous les Escadrons ne portent pas la fourragère, ayant été cités séparément).
Journal de marche du régiment durant la première Guerre mondiale

#### 1914
Il participe à la campagne de Lorraine, à la campagne des Flandres et de l'Yser et à la campagne de Belgique.
En fin d'année 1914, le régiment sera mis en repos à Compiègne.

#### 1915
Le régiment arrive en Alsace en février 1915.

#### 1916
Jusqu’au mois d’août, le 13e chasseurs occupe le secteur d’Avricourt au Nord de Parroy, puis vers le 15 août est déplacé dans la région de Baccarat.

#### 1917
Le régiment fournit en Alsace des détachements de travailleurs à Uberkhumen et assure la surveillance le long de la frontière Suisse.
En mars, le régiment retrouve ses chevaux et est dirigé sur l’Aisne en réserve d’exploitation lors de la grande offensive de Champagne.
Le 6 juillet le régiment est mis au repos.
Du 10 août 1917 au 19 janvier 1918 le régiment prend les tranchées aux environs de Prunay, du bois des Zouaves à la Pompelle.

### Entre-deux-guerres
En 1921 le régiment arrive à Chambéry, en remplacement du 9e hussards dissous. Il sera dissous à son tour en 1928 dans cette même ville.

### De 1945 à nos jours
De 1965 au 20 juin 1998, le Régiment est stationné à Lyon puis à La Valbonne (01). Au moment de sa dissolution, il est constitué d'un Escadron de Commandement et de Soutien, de 2 ERI (Escadrons de Recherche et d'Intervention, 1er et 2e Escadrons) et de 3 Escadrons Portés.
Lors de la dernière prise d'armes, le 20 juin 1998, à la Caserne Sergent Blandan à Lyon, le dernier Chef de Corps était le Colonel François ORTIS. Ce fut au Commandant en second, le Lieutenant-Colonel John-Paul BASSET, que revint la douloureuse tâche de rouler l'étendard. Le dernier porte-étendard fut le Lieutenant Philippe de ROQUEFEUIL, Chef de Peloton au 1er ERI sous les ordres du Capitaine Eric SIMON.

## Étendard
Il porte dans ses plis les inscriptions suivantes:
- Austerlitz 1805
- Pasewalk 1806
- Eylau 1807
- Solférino 1859
- Ypres 1914
- Flandres 1918

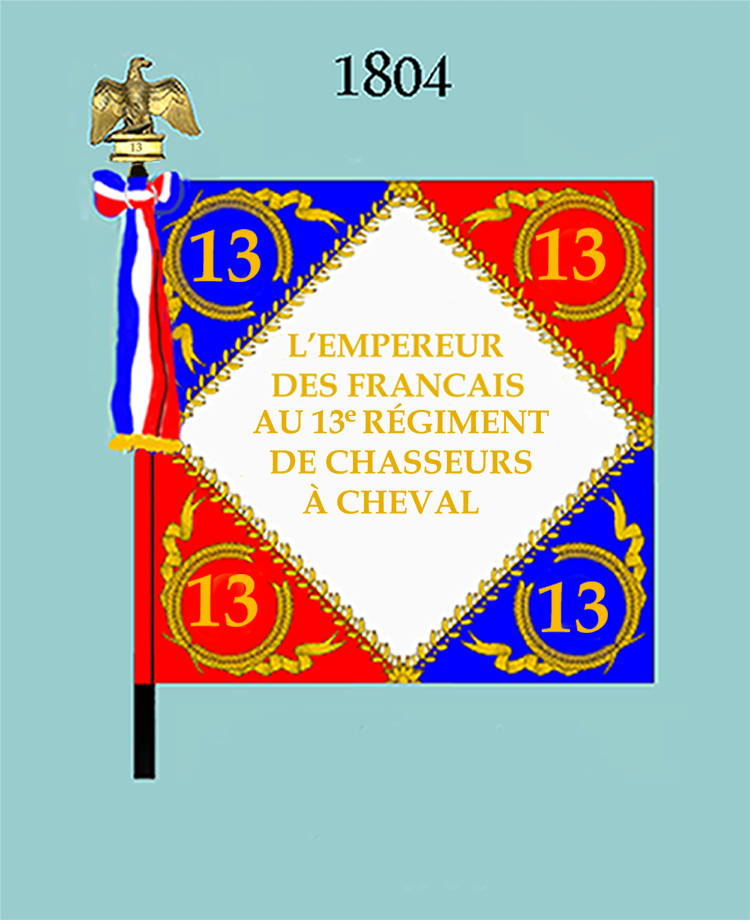
de 1804 à 1812
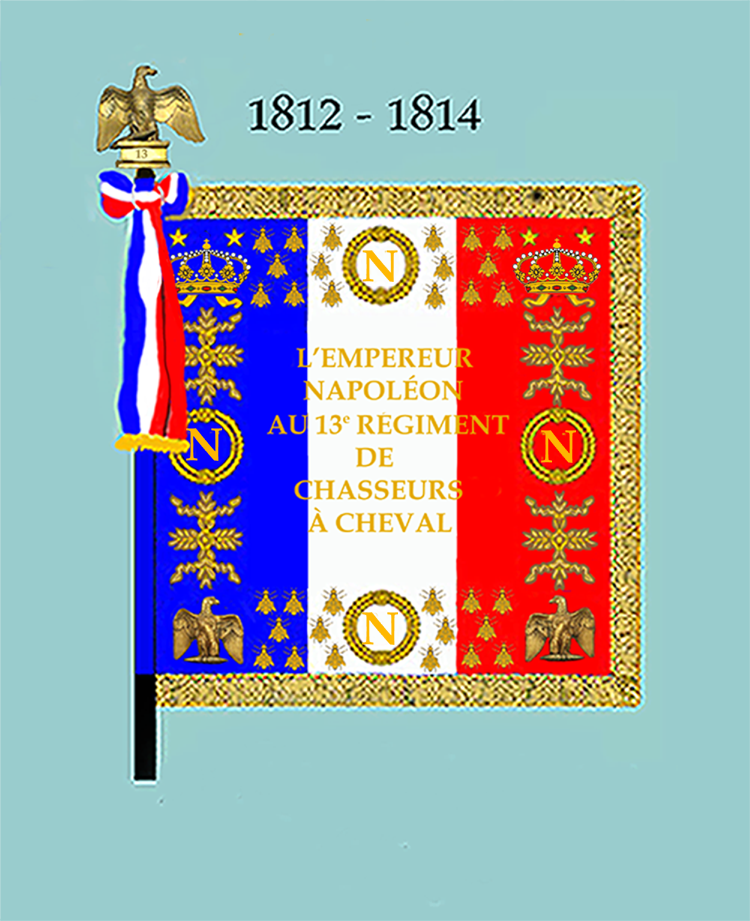
de 1812 à 1814
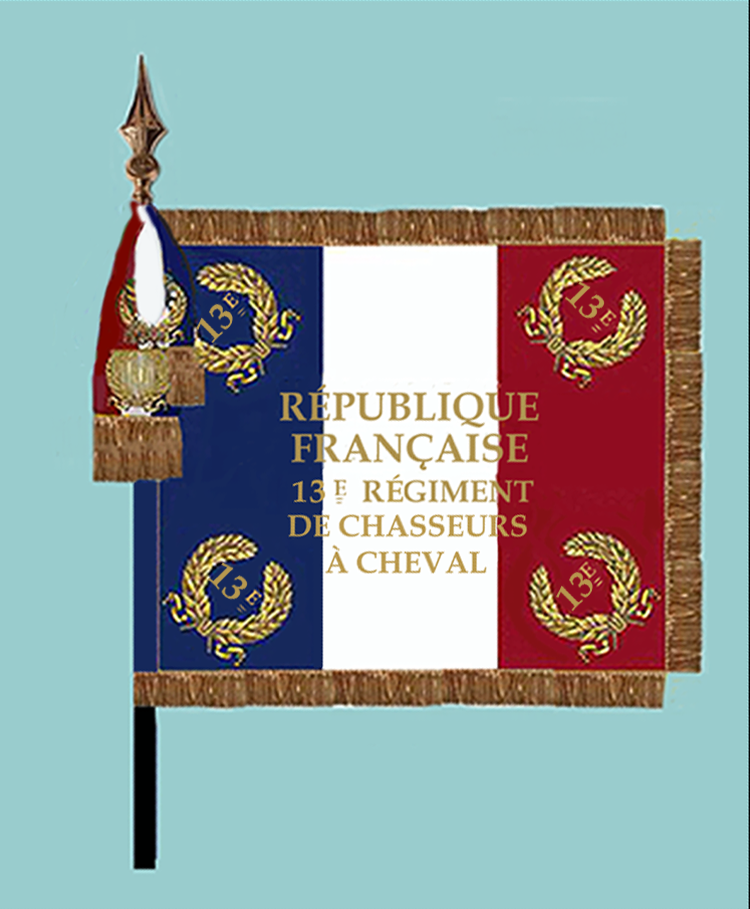
1998
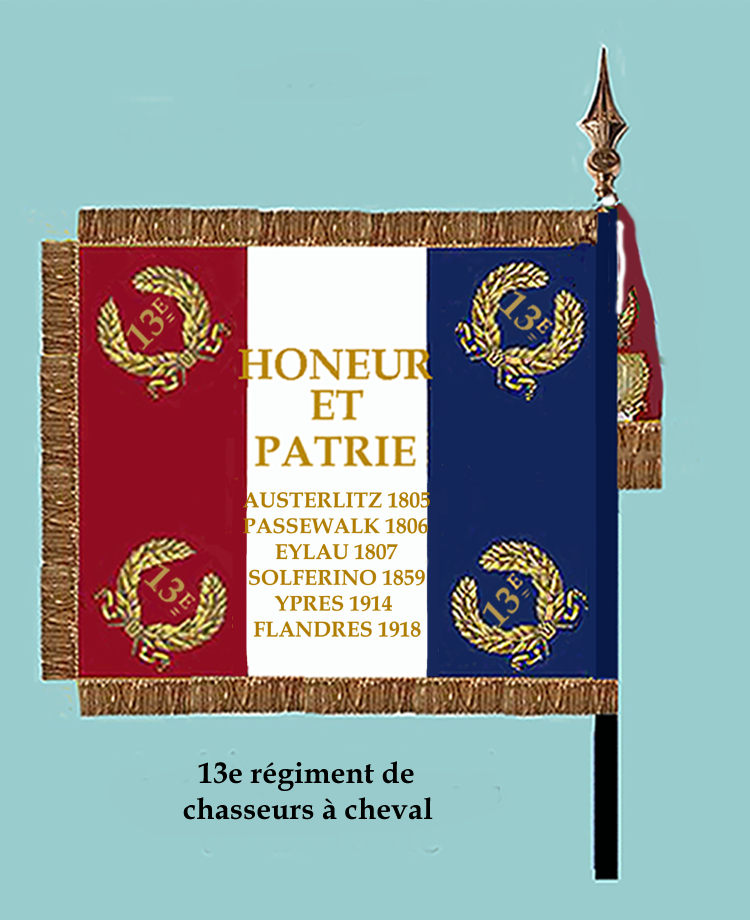
1998

L'étendard est décoré de la Médaille d'Or de la ville de Milan.

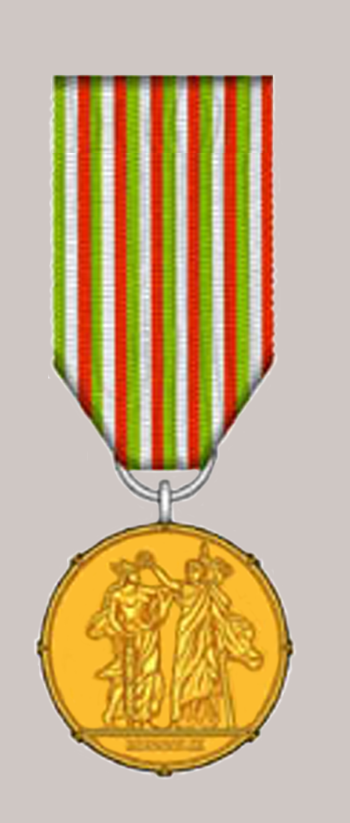
Médaille d'or de Milan

## Personnages célèbres ayant servi au13eRCh
- Georges Courteline
- Philippe Dervillé, maire de Beaumont-sur-Oise[7]
- Pierre-Antoine Gallien (1896-1963), peintre à la ligne noire
- Philippe de Ségur alors chef d'escadron
- Léon Dumonteil

## Devise
Sans peur et sans reproche"

## Insigne régimentaire
Héritier des chasseurs de la Garde impériale, le 13e chasseurs est le seul régiment de l'arme à pouvoir mettre l'aigle impériale dans son insigne (sabretache) dont les couleurs rappellent qu'il portait l'habit vert et la pelisse écarlate[réf. nécessaire].

## Sources et bibliographie
- SHAT Vincennes Ref 13B 170 et 173
- Les cavaliers des guerres napoléoniennes : Les troupes coloniales de Napoléon « Hussard américain ». Brochure no 112 Del Prado éditions
- Edouard Desbrière :  La cavalerie pendant la Révolution. Paris, Berger Levrault 1907
- Historique du 13e régiment de chasseurs à cheval : campagne 1914-15-16-17-18, Vienne, H. Martin, 1920, 36 p., lire en ligne sur Gallica.
- Le Passepoil N°2